# Държавно устройство на Монголия
Монголия е полупрезидентска република.

## Президент
Президентът на Монголия е държавен глава на страната, избиран за срок от 4 години, имащ право на два мандата.

## Законодателна власт
Законодателния орган в Монголия е парламента, състоящ се от 76 депутати, избирани за срок от 4 години. Право на глас има всеки навършил 18 години. Кандидатите за народни представители трябва да са над 25 години.